# Bombón - El perro
Bombón - El perro (El perro) è un film del 2004 diretto da Carlos Sorín.
Il film narra la storia di un disoccupato argentino di nome Coco e di un dogo argentino pedigree chiamato Bombón.

## Trama
Patagonia. Coco, disoccupato argentino cinquantaduenne cerca di vendere coltelli a un gruppo di lavoratori del petrolio. Purtroppo però i coltelli sono troppo costosi per loro e non riesce mai a venderne uno, ma tenta comunque invano di venderli a una guardia di sicurezza come una tangente e a un cantante di cabaret che incontra sul suo cammino. Coco vive in un piccolo appartamento con la figlia e i suoi figli e cerca di prendere un posto di lavoro in un distributore di benzina. Un giorno Coco aggiusta l'auto in panne di una donna anziana e gli viene donato un dogo argentino pedigree. Coco è totalmente confuso, ma mantiene il cane. Quando torna a casa però viene cacciato di casa da sua figlia per aver scelto di tenere il cane al posto suo. Coco chiama il cane "Lechien" credendo che questo sia il suo vero nome, ma in realtà significa semplicemente "il cane" in francese.
Improvvisamente la vita di Coco incomincia a cambiare, molte persone gli chiedono di prestare il cane per fare la guardia alle case e grazie al direttore della banca incontra il suo amico Walter, un allenatore, il quale gli assicura che il cane diventerà un campione. Molto tempo dopo infatti il cane vince il terzo premio e Walter incomincia a stipulare accordi e a scommettere, ma purtroppo Bombón non è in grado di gareggiare. Deluso, Walter torna al suo ranch con il cane e consiglia a Coco di sistemarsi da qualche parte. Coco incomincia sentirsi perso senza il cane e torna da Walter solo per riprenderlo. Bombón però è scappato e lo ritrova con una femmina di cane meticcio. Alla fine Coco può finalmente vivere nella serenità con il suo cane.

## Produzione
Sorín assunse attori non professionisti per il film e usò vari luoghi dell'Argentina per girare il film tra cui: Gaiman, Chubut, Patagonia, Río Gallegos, Provincia di Santa Cruz, Trelew, Provincia di Chubut e infine Tres Cerros. La pellicola è stata in parte finanziata da INCAA.

## Distribuzione
Il film è stato presentato al Festival Internazionale del Cinema di San Sebastián nel settembre 2004 e nello stesso mese, il film ha fatto il suo debutto in Nord America al Toronto Film Festival il 14 settembre 2004.
Il film è stato distribuito in Argentina il 23 settembre 2004 e il 9 giugno 2006 in Italia.
La pellicola è stata proiettata in vari festival cinematografici, tra cui: il Festival des 3 Continents, il Cinémas d'Amérique Latine de Toulouse, il Hong Kong International Film Festival, la Muestra Internacional de Cine e il Seattle International Film Festival.

## Critica
A. O. Scott, critico cinematografico per The New York Times ha apprezzato il film e ha scritto: 

Ed Gonzalez pensò molto al film, e ha scritto: 
Rotten Tomatoes ha riferito l'83% di critiche e ha dato una recensione positiva, basata su dodici recensioni.

## Premi
- Festival internazionale del cinema di San Sebastián 2004
  - Premio FIPRESCI
- Festival des 3 Continents 2004
  - Mongolfiera d'argento
  - Miglior attore (Juan Villegas)
- Festival internazionale del cinema di Guadalajara 2005
  - Miglior regista